# 特雷羅河
9°01′56″N 83°37′36″W / 9.032256°N 83.626742°W
特雷羅河（西班牙語：Río Térraba），是哥斯達黎加的河流，位於該國南部，流經蓬塔雷納斯省，河道全長160公里，流域面積5,085平方公里，發源自塔拉曼卡山脈。